# 黒崎緑
黒崎 緑（くろさき みどり、1958年6月26日 -）は、日本の推理作家。

## 来歴
兵庫県生まれ。同志社大学文学部卒。大学時代は推理小説研究会に所属。当時のメンバーには、同じく推理作家の有栖川有栖らがいる。夫であり推理作家の白峰良介も、当時の会員のひとりである。
大学卒業後、1989年に『ワイングラスは殺意に満ちて』で第7回サントリーミステリー大賞の読者賞を受賞し、デビュー。その後の著作に、しゃべくりホームズこと保住純一と、つっこみワトソンこと和戸晋平が登場し、作品のほとんど全てが、二人の会話文で成り立つ「しゃべくり探偵シリーズ」がある。現在大阪府堺市在住で、以前は桃山台に住んで居た。
また、阪神タイガースファン、アメリカのプロレス団体WWEファンである。 自身のサイトではWWEレスラーの雑誌やTV等のインタビューの翻訳を独自に掲載も行っている。

## 作品リスト
- 『柩の花嫁 聖なる血の塔』
- 『舞い込んだ天使』
- 『未熟の獣』
- 『死人にグチなし』
- 『しゃべくり探偵』
- 『しゃべくり探偵の四季』
- 『ワイングラスは殺意に満ちて』 - 1995年にNHKが『ワイン殺人事件25歳の夏』の題名でドラマ化。